# Padre Las Casas (ort)
Padre Las Casas är en ort i Dominikanska republiken.   Den ligger i provinsen Ázua, i den centrala delen av landet, 100 km väster om huvudstaden Santo Domingo. Padre Las Casas ligger 518 meter över havet och antalet invånare är 8 485.
Terrängen runt Padre Las Casas är huvudsakligen kuperad, men österut är den bergig. Runt Padre Las Casas är det ganska tätbefolkat, med 86 invånare per kvadratkilometer. Närmaste större samhälle är Sabana Yegua, 8,3 km väster om Padre Las Casas. Omgivningarna runt Padre Las Casas är en mosaik av jordbruksmark och naturlig växtlighet.